# カンタブリア海

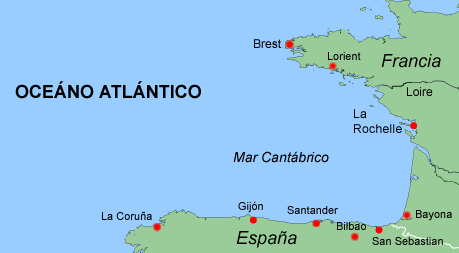
カンタブリア海

カンタブリア海（スペイン語: Mar Cantábrico、 フランス語: Mer Cantabrique,、ブルトン語:Mor Kantabria、ガリシア語: Mar Cantábrico、 アストゥリアス語: Mar Cantábricu,、 バスク語: Kantauri）は、北大西洋のビスケー湾にある海域。スペイン北岸とフランス南西岸を指し、ビスケー湾の南部にあたる。

## 地理

### 範囲
西端はスペイン・ガリシア州ア・コルーニャ県のエスタカ・デ・バレス岬であり、東端はフランス・ヌーヴェル＝アキテーヌ地域圏ピレネー＝アトランティック県バイヨンヌのアドゥール川河口である。カンタブリア海は約800kmの海岸線を有する。

### 河川
以下の河川がカンタブリア海に注いでいる。
フランス
- アドゥール川（アキテーヌ地域圏）
- ニヴェル川（アキテーヌ地域圏）

フランス ＝ スペイン国境
- ビダソア川

スペイン
- オイアルツン川（バスク州）
- ウルメア川（バスク州）
- オリア川（バスク州）
- ウロラ川（バスク州）
- デバ川（バスク州）
- アルティバイ川（バスク州）
- オカ川（英語版）（ウルダイバイ河口、バスク州）
- ネルビオン川（ビルバオ河口、バスク州）
- アグエラ川（英語版）（カンタブリア州）
- アソン川（英語版）（カンタブリア州）
- ミエラ川（英語版） （カンタブリア州）
- パス川（英語版）（カンタブリア州）
- サイア川（英語版） （カンタブリア州）
- ナンサ川（英語版）（カンタブリア州）
- デバ川（英語版） （カンタブリア州＝アストゥリアス州境）
- セーリャ川（英語版）（アストゥリアス州）
- ナロン川（アストゥリアス州）
- ナビア川（アストゥリアス州）
- エスバ川（英語版）（アストゥリアス州）
- エオ川（英語版）（アストゥリアス州＝ガリシア州境）
- ランドロ川（英語版）（ガリシア州）
- ソル・マニョン川（英語版）（ガリシア州）

## 沿岸

### 行政区画
スペイン
- ガリシア州ア・コルーニャ県
- ガリシア州ルーゴ県
- アストゥリアス州
- カンタブリア州
- バスク州ビスカヤ県
- バスク州ギプスコア県

フランス
- ヌーヴェル＝アキテーヌ地域圏ピレネー＝アトランティック県（フランス領バスクのラブール）

### 主な沿岸自治体
スペイン
- ヒホン
- サンタンデール
- ビルバオ
- サン・セバスティアン
- イルン

フランス
- アンダイエ
- ビアリッツ
- バイヨンヌ